# 광야의 40일
《광야의 40일》은 2015년 공개된 미국의 종교 영화로, 그리스도의 유혹을 다룬다. 예수의 광야에서 40일동안 사탄에게 겪던 고뇌와 시험을 소재로 한 영화이다. 로드리고 가르시아 감독이 연출했고, 이완 맥그리거, 타이 셰리던, 키어런 하인즈, 아예렛 주러가 출연한다.

## 줄거리
예수는 예루살렘으로 돌아가는 길에 광야에서 사색과 기도의 시간을 보내던 중 한 소년과 가족을 만난다. 완강한 아버지와 병든 어머니, 그리고 소년 사이에는 뒤얽힌 갈등이 존재한다. 사탄은 이 가족을 앞에 두고 예수를 시험하며 끝없이 그를 혼란에 빠뜨리려 한다. 어느 날 소년의 아버지는 절벽에 있는 벽옥을 캐러 가자고 제안한다.

## 배역
- 이완 맥그리거 - 예수 / 사탄
- 타이 셰리던 - 아들
- 키어런 하인즈 - 아버지
- 아예렛 주러 - 어머니